# Tōyō Mitsunobu
Tōyō Mitsunobu (光延東洋?   9 de octubre de 1897 - 8 de junio de 1944) fue un contralmirante japonés empleado en Italia.
El 8 de junio de 1944, mientras viajaba a Merano junto a su adjunto Yamanaka, su vehículo fue detenido en Pianosinatico, cerca del paso de la Línea Gótica en Abetone, por los Patriotas de la XI Zona (XI Zona Patrioti) dirigidos por Manrico Ducceschi. Fue muerto cuando intentó escapar. Sus captores encontraron importantes documentos referentes al Frente del Pacífico de la Segunda Guerra Mundial.